# Anaciaeschna martini
Anaciaeschna martini är en trollsländeart som först beskrevs av Selys 1897.  Anaciaeschna martini ingår i släktet Anaciaeschna och familjen mosaiktrollsländor. IUCN kategoriserar arten globalt som livskraftig. Inga underarter finns listade i Catalogue of Life.